# Bothriolepis
Bothriolepis (“escala marcada con hoyos” o “escala del foso”) es un género extinto de placodermos del orden de los antiarquios; es el género más amplio de los placodermos, con más de 100 especies encontradas en todos los  continentes.

## Descripción
Bothriolepis era un pequeño pez béntico de agua dulce detrivoro que vivió en el Devónico medio tardío (hace 387-360 millones de años). Aunque los fósiles se encuentran en sedimentos de agua dulce, y se supone que pasaría la mayor parte de su vida en ríos y  lagos, probablemente podían entrar también  en agua salada porque su distribución parece corresponder con la línea de la costa continental del Devónico. Muchos paleontólogos presumen que eran anadromos, es decir, vivieron realmente en agua salada, y volvieron de agua dulce para reproducirse, de manera similar a los salmones. Su cuerpo está protegido contra los depredadores por una armadura de placas.

## En la cultura popular
Los peces Bothriolepis, aparicieron en el documental: Animal Armageddon del 2010, como fuente de alimento de los Ichthyostega. Además, en el documental de la BBC, Sea Monsters del 2003.

## Galería

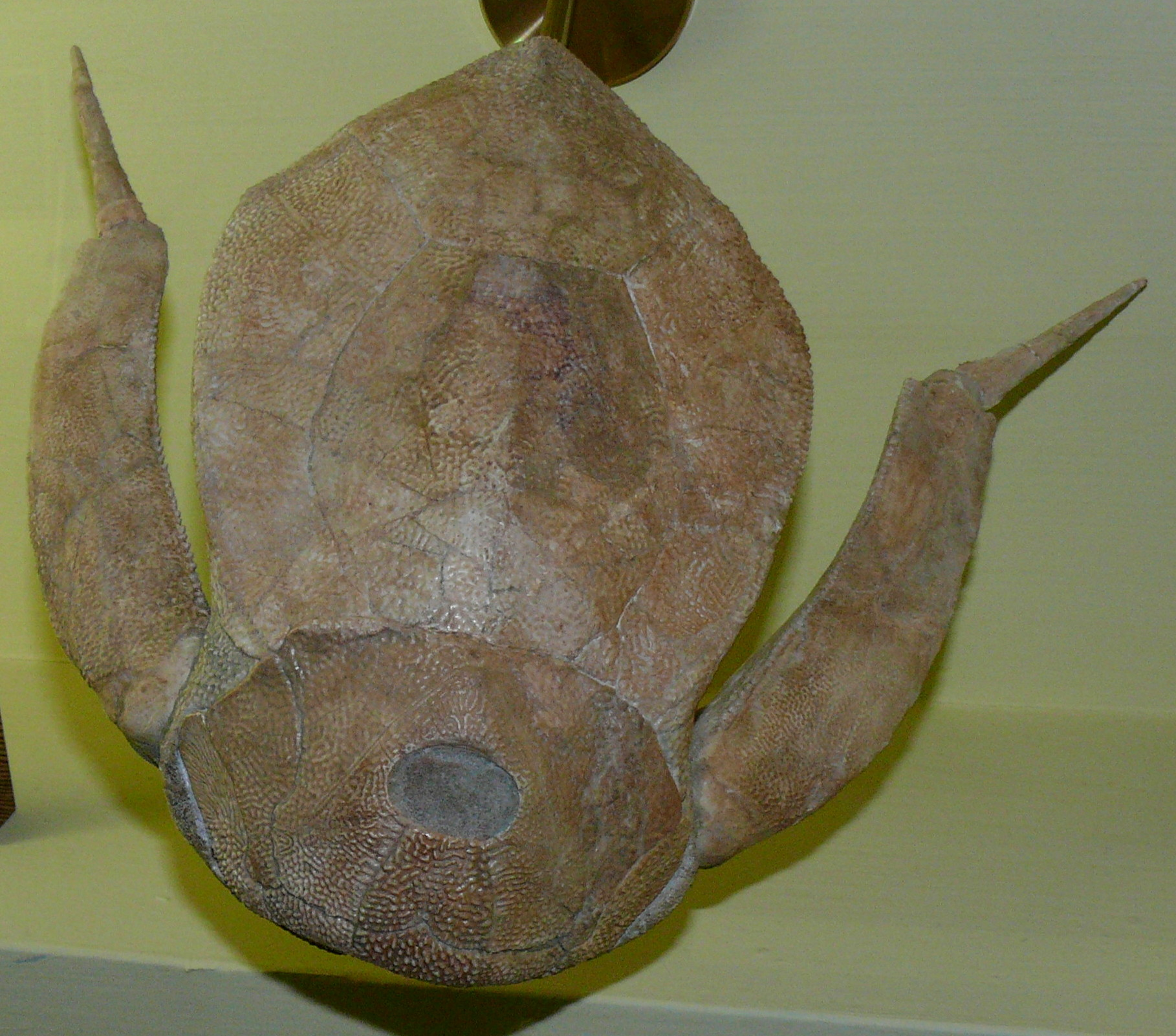
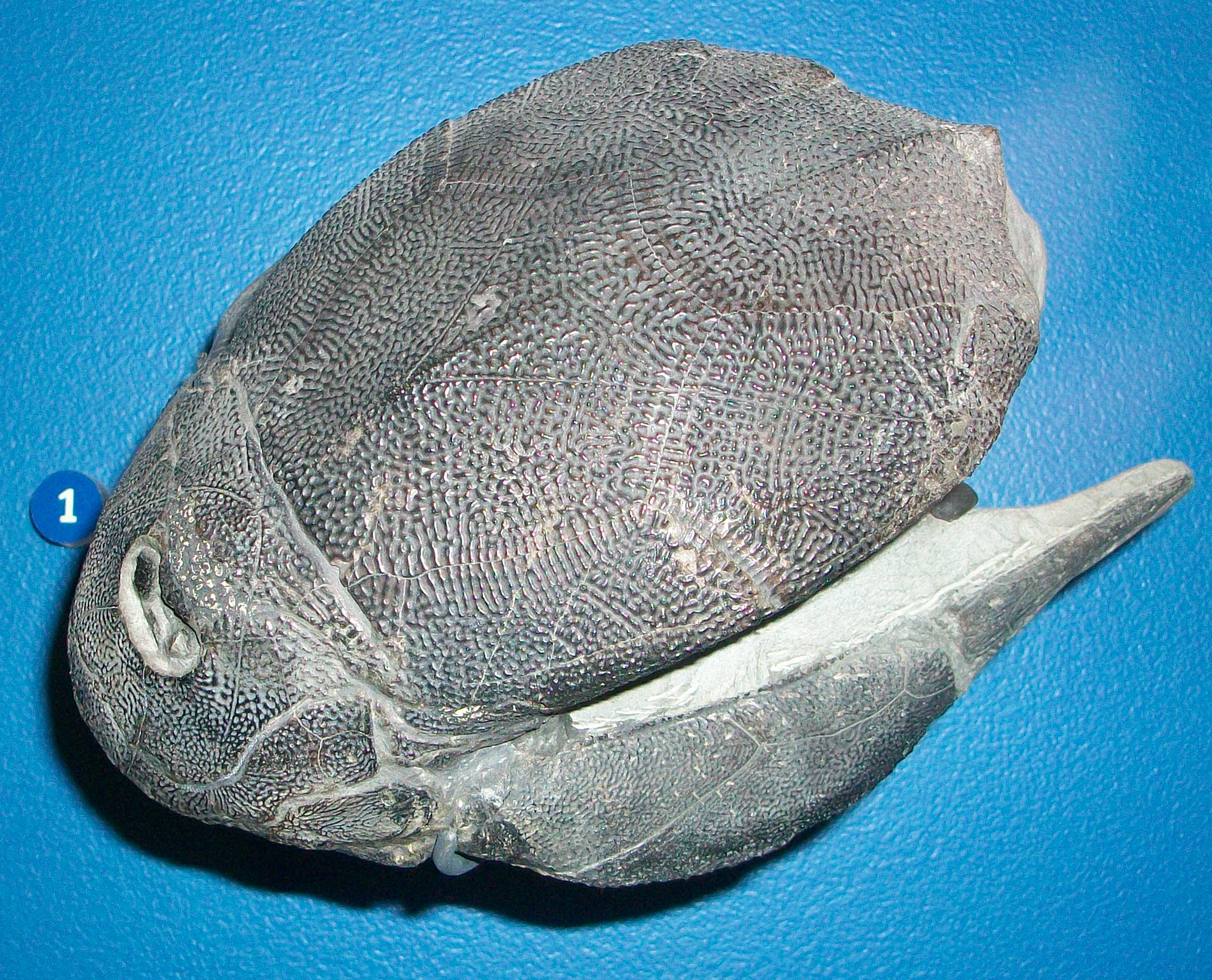
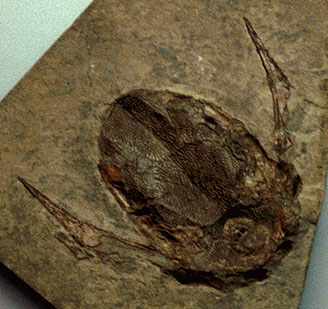